# 21449 Hemmick
21449 Hemmick este un asteroid din centura principală de asteroizi.

## Descriere
21449 Hemmick este un asteroid din centura principală de asteroizi. A fost descoperit pe 20 aprilie 1998 la Socorro, New Mexico, în cadrul proiectului LINEAR. Asteroidul prezintă o orbită caracterizată de o semiaxă mare de 2,30 ua, o excentricitate de 0,04 și o înclinație de 3,2° în raport cu ecliptica.